# Hubert Jolly
Pour les autres membres de la famille, voir Famille Jolly.
Hubert Jolly, vicomte, lieutenant-général, aide de camp des rois Albert Ier et Léopold III, est né à Bruxelles le 29 décembre 1871 et décédé dans cette même ville le 22 janvier 1940.

## Biographie
Officier supérieur dans l'armée belge (lieutenant-général), inspecteur général de la gendarmerie (1931-1934), aide de camp des rois Albert Ier (1932-1934) et Léopold III (1934-1939),.

## Généalogie
Il est le fils du lieutenant-général vicomte Ferdinand Jolly, aide de camp du roi Léopold II.
Il est le petit-fils du lieutenant-général baron André Jolly, membre du Gouvernement provisoire de Belgique (1830) et aide de camp du régent Surlet de Chokier.